# North Royalton
North Royalton, bis 1881 Royalton, ist eine City am südlichen Rand des Cuyahoga County im US-Bundesstaat Ohio. Das U.S. Census Bureau ermittelte bei der Volkszählung 2020 eine Einwohnerzahl von 31.322.
North Royalton liegt knapp 21 Kilometer südlich von Cleveland, am Rande des zugehörigen Vorortgürtels und unweit des Kreuzungspunkts der Interstates 71 und 80. Die Stadt ist 21,29 Quadratmeilen (55,12 km²) groß.
Das Stadtgebiet besitzt die Form eines Rechtecks mit einer Ausdehnung von rund 4,5 Meilen (6,84 km) in West-Ost-Richtung und fünf Meilen (8,045 km) in Nord-Süd-Richtung. Es entspricht dem westlichen Teil eines einst fünf auf fünf Meilen großen Townships, der im Zuge der Landvermessung der Connecticut Western Reserve abgesteckt worden war. Nachbargemeinden sind Strongsville im Westen, Parma im Norden und Broadview Heights im Osten. Im Süden grenzt der Medina County an.
Die Stadt liegt auf einer Anhöhe zwischen dem Rocky River und dem Cuyahoga; sie ist mit 365 Metern Meereshöhe und 191 Höhenmetern über dem Eriesee die höchstgelegene Ortschaft im südlichen Cuyahoga County.
North Royalton wurde 1818 zunächst als Royalton Township gegründet. Die Siedlung wurde benannt nach dem Herkunftsort der ersten Ankömmlinge, Royalton im US-Bundesstaat Vermont. Um Verwechslungen mit anderen Orten gleichen Namens zu vermeiden, kam es 1881 jedoch zur Umbenennung in North Royalton. Nachdem der östliche Teil des Townships 1926 nach Broadview Heights eingemeindet wurde, gründete sich der verbliebene Rest des Townships 1927 ebenfalls als Village aus.
Die Gegend blieb bis weit ins 20. Jahrhundert hinein ländlich geprägt; die ansässigen Bauern betrieben vorwiegend Milchwirtschaft. 1940 zählte North Royalton 2.559 Einwohner. Erst der Bau der Interstates in den 1950er- und 1960er-Jahren ließ die Suburbanisierung Clevelands bis hierher voranschreiten und die Bevölkerung stark anwachsen von (1960) 9.290 über (1980) 17.705 auf (2000) 28.648 Einwohner. 1961 wurde North Royalton zur Stadt erhoben. Größter Arbeitgeber vor Ort ist der Öffentliche Dienst; Industrie und Gewerbe beschränkt sich auf Kleinbetriebe.
Für den Nahverkehr stehen drei Linien der Greater Cleveland Regional Transit Authority zur Verfügung
Der Footballspieler Dan Molls wurde 1991 in North Royalton geboren.

## Weiterführende Informationen